# Владетелят
„Владетелят“ (на италиански: Il Principe, издавана на български и като „Князът“ или „Принцът“) е най-известното произведение на ренесансовия мислител, философ и дипломат Николо Макиавели.
Създадена през 1513 г., книгата е публикувана посмъртно през 1532 г. Авторът я посвещава на влиятелното флорентинско семейство Медичи, чието благоволение Макиавели се опитва да спечели чрез нея.
Смята се за едно от първите – ако не и първото изобщо – произведения на политическата философия. В книгата с неприкрита яснота, граничеща с цинизъм, са анализирани механизмите на власт (завладяване, укрепване, задържане на властта и т.н.). Едно от главните действащи лица, които са описани в книгата, е Чезаре Борджия.
Интерпретацията на „Владетелят“ води до появата на т.нар. макиавелизъм и антимакиавелизъм.
„Владетелят“ отчасти се възприема като един от първите трудове на модерната философия, по-конкретно модерната политическа философия, в която ефикасната истина се смята за по-важна от който и да е абстрактен идеал. Трудът също така се намира в директен конфликт с доминиращите Католическа и схоластична доктрина относно начина, по който да се разглеждат политиката и етиката.

## Преглед
Възгледите на Макиавели, представени във „Владетелят“, може би изглеждат крайни. Не трябва да се забравя обаче, че той е прекарал целия си живот във Флоренция, във време на постоянни политически сблъсъци. Затова Макиавели подчертава необходимостта от стабилност в княжеството на владетеля, тъй като самото съществуване на княжеството е поставено под въпрос. Главната цел на книгата е да покаже на владетеля как да структурира властта, докато самото му управление е поставено на заден план.
Теориите във „Владетелят“ описват методите, които един амбициозен владетел би могъл да използва, за да дойде на власт, а също и методите, които могат да бъдат приложени за запазването на вече придобитата власт. Според Макиавели най-голямото морално благо е доблестната и стабилна държава, следователно постъпките, които имат за цел да защитават и запазят държавата, са оправдани дори и ако са сурови. Въпреки това Макиавели е убеден, че владетелят не трябва да бъде мразен. Той твърди, че мъдрият владетел трябва да се утвърди чрез своята власт, а не чрез чуждата. Владетелят трябва да се стреми да не постъпва само и единствено строго с поданиците си, но и трябва да пази страната си от прекалена отпуснатост. За поддържане на държавата в добро състояние трябва да бъде намерен баланс в методите на утвърждаване и прилагане на властта.
| „ | Владетелят трябва да се стреми да се прослави като милостив, а не като жесток, но да внимава да не прилага зле милосърдието си... владетелят трябва да бъде твърд в увереността си и в постъпките си... да действа умерено, с внимание и човещина, но така, че предоверяването да не го направи непредпазлив, а голямата подозрителност да го направи непоносим... Възниква въпросът дали е по-добре владетелят да бъде любим, или да възбужда страх... тъй като тези качества са несъвместими, ако се наложи да се избира, трябва да се предпочете да внушава страх... Хората по природа са неблагодарни, променливи, лицемерни, страхливи и сребролюбиви.“ | “ |

В увода на „Владетелят“  авторът отнася методите на управление към няколко вида княжества (напр. новопридобити и наследени). Макиавели представя на читателя, под претекст, че той е член на фамилията Медичи, най-добрите методи за придобиване, поддържане и опазване на държавата. Във връзка с това авторът установява, че това трябва да се постигне, независимо по какъв път.

## Резюме

### Увод
„Владетелят“ изследва придобиването, укрепването и употребата на властта. Макиавели не е създал труда си като академична дискусия по политическа теория, а за да докаже, че е голям държавник, давайки съвети как един владетел да дойде на власт и как да я запази. Макиавели оправдава властването със сила, вместо със закони. Според това „Владетелят“ оправдава редица процедури, извършени с единствената цел за укрепване на властта. Това е класическо изследване на властта – нейното придобиване, разширяване и ефективно прилагане.
| „ | Новият владетел не може да избегне жестокостта, защото новите владения са препълнени с опасности. Така Вергилий извинява жестокостта на Дидона, към която била принудена да прибегне, за да запази престола си, защото не го е наследила от дедите си, и чрез нейната уста казва: Res dura, et regni novitas me talia cogunt, Moliri et late fines custode tueri (Младо е моето царство и нуждата само ме кара тъй да постъпвам, нашир да пазя с гранична охрана).“ | “ |

### Отбрана и войска
След разграничаването на различните видове княжества Макиавели се съсредоточава върху обсъждането на начините, по които една държава може да атакува други или да се защити от тях. В основите на всяка държава, стара или нова, лежат здравите закони и силната армия.
Самобитен владетел е този, който може да се справи с всеки враг на бойното поле. Владетел, който разчита само на укрепления или чужда помощ, стоейки в самозащита, не е самобитен. Ако той не може да събере силна армия и трябва да разчита на самозащита, тогава той трябва да укрепи града. Малка е вероятността за нападение на добре укрепен град, а дори и това да се случи, повечето войски не могат да издържат на продължителна обсада. Въпреки това по време на обсада владетелят трябва да поддържа висок морал сред поданиците си, премахвайки дисидентите. Така при добра защита на града и достатъчно провизии, мъдрият владетел може да издържи всякаква обсада.
Макиавели силно се противопоставя на използването на наемници, военни единици наети да се борят за пари. Той смята, че те са безполезни, защото са страхливи и без всякаква лоялност, мотивирани само от парите. Макиавели смята, че италианските градове-държави са слаби именно, защото разчитат на наемна войска.
Макиавели също предупреждава да не се използват помощни единици, армия заимствана от съюзник, защото ако те спечелят, техният поръчител ще се намери под тяхната милост, но ако загубят той пропада. Страничната армия е по-опасна от наемната, защото тя бива обединена и командвана от опитни ръководители, които могат да я обърнат срещу този, за когото се борят.
Основната грижа на един владетел трябва да бъде войната и подготовката за нея. Чрез нея наследственият владетел поддържа своята власт, а гражданинът получава възможност да се издигне във властта. Макиавели съветва, че владетелят трябва често да ходи на лов, за да поддържа формата си и добре да опознае територията на страната си. Така той има най-голям шанс да се научи как да защитава своята територия или да атакува други територии. За интелектуалната мощ Макиавели съветва да се изучават животът и творбите на големите военачалници, за да може владетелят да повтори техните успехи или да се поучи от грешките им.
Владетелят, който е прилежен в мирно време ще бъде подготвен и за война. Макиавели пише: „Така, когато съдбата се обърне срещу него, той ще бъде готов да ѝ противоречи.“

### Репутацията на владетеля
Тъй като има много функции, които един владетел трябва да изпълнява, той не трябва да се грижи да има само положителни страни. Също така един владетел може да изглежда милостив, хуманен и набожен, но това трябва само да изглежда така. Владетелят не може наистина да има всички тези качества, защото понякога той трябва да действа противно на тях. Въпреки че лошата репутация трябва да се избягва, тя не е от критично значение за поддържането на властта. От значение е само една етика – тази, която е в полза на владетеля при работата му по държавните проблеми.

### Щедрост или скъперничество
Макиавели твърди, че когато владетелят е прекалено щедър към поданиците си, това само води до алчност, а той самият става по-малко ценен. Освен това прекомерната щедрост е неуместна, защото с времето средствата ще се изчерпват. Това от своя страна ще доведе до увеличаване на данъците и ще донесе неприятности на владетеля. Ако по-късно той реши да ограничи или да зачеркне щедростта си, ще бъде обявен за скъперник. Така Макиавели заключава, че е по-важно владетелят да се запази от омразата на народа, отколкото да гради репутация на щедър. Мъдрият владетел трябва да „може да прояви щедростта си по такъв начин, че да не му бъде призната“ и същевременно „не трябва да обръща внимание на това, че ще го нарекат скъперник.“
| „ | ...би било хубаво да минаваш за щедър. Но ако проявиш щедростта си както подобава, ще те сметнат за скъперник. Ако я проявяваш така, че да минаваш пред хората за човек с широка ръка, ще трябва постоянно да бъркаш в държавното съкровище. След като изразходваш всичките си средства, ако все още искаш да те смятат за щедър, ще трябва да обремениш народа си с тежки данъци и да прибягваш до всички възможни средства за набавяне на пари. Това ще стане причина да те намрази народа и след като обеднееш, няма да бъдеш уважаван от никого. С щедростта си ти си облагодетелствал малцина, а си засегнал мнозина и при най-малка опасност рискуваш да загубиш властта си. И ако след като разбереш грешките си, решиш да се поправиш, ще те упрекнат в скъперничество.“ | “ |

### Жестокост или милосърдие
На въпроса дали е по-добре владетелят да бъде обичан, или да възбужда страх Макиавели отговаря: „Някои отговарят, че е желателно едновременно и едното, и другото. И тъй като тези качества са несъвместими, ако се наложи да се избира, трябва да се предпочете да внушава страх.“, защото „Хората с по-малко колебание отиват против владетел, който буди обич, отколкото простив такъв, който буди у тях боязън.“ Следователно за владетеля е по-безопасно, когато поданиците му се боят от него, отколкото когато го обичат. Макиавели твърди, че обещанията дадени в мирно време не винаги се изпълняват по време на война, докато обещанията дадени заради страха от нещо винаги се изпълняват. Въпреки това владетелят трябва да внимава да не буди страх до такава степен, че да бъде намразен. Макиавели казва, че преди всичко владетелят не трябва да посяга на имотите, жените или личния живот на поданиците си, без да има основателна причина. „Най-доброто за владетеля е да се боят от него без да го мразят, а може да го постигне винаги, стига да не посяга на имота и жените на гражданите си. Дори когато му се наложи да прилага смъртно наказание, трябва да спазва произнесената присъда и да изложи основанията си, но винаги да внимава да не посегне върху имота на осъдения. Хората забравят по-лесно бащината си смърт, отколкото бащиния си имот.“
Що се отнася до армията на владетеля, страхът е абсолютно необходим за поддържане не реда и единството между голям брой войници, затова владетелят не трябва да се притеснява от жестокостта в това отношение. Жестокостта е наложителна за един владетел, който води армия, защото това е единственият начин да поддържа абсолютна почит. Макиавели прави сравнение на двама прочути военачалници: Ханибал и Сципион Африкански. Въпреки че армията на Ханибал е била съставена от войници от различен произход, те никога не са се бунтували, защото са се страхували от своя лидер. От друга страна армията на Сципион Африкански е прочута с бунтовете и неподчинението си.
| „ | Когато владетелят стои начело на многобройна войска, не трябва да се безпокои, че го смятат за жесток. Благодарение на тази слава ще може да държи войската си в подчинение и да я отклони от стремеб към разединение. Достойно за уважение у Анибал е и това, че командвал (и то в чужди земи!) извънредно голяма и разнообразна по състав войска с такава ловкост, че не допускал да възникне каквото и да е безредие както по време на успехите си, така и по време на неуспехите си. Това може да се обясни само с безчовечната му жестокост, която заедно с другите му безбройни качества, карала войниците му да го почитат и да се боят от него. Ако не е бил жесток, останалите му качества нямало да бъдат достатъчни, за да вдъхне уважение и респект у войниците си.“ | “ |

| „ | Че наистина другите му качества са били недостатъчни, ни убеждава примерът на Сципион, един от най-великите пълководци в историята. Той се отнасял много снизходително към войските си, които предвождал в Испания, и те свикнали на безредия, докато накрая се разбунтували. Заради това е бил упрекнат в сената, от Максим Фабия и бил наречен рушител на римската войска. Пак поради добротата си Сципион не наказал един от легатите си, който разорил локрейците...Ако Сципион беше пълновластен вожд до края на живота си, тази негова снизходителност щеше да го погуби. Понеже над него стоеше сената, това негово вредно качество не само, че не му навреди, но дори му донесе слава.“ | “ |

За владетеля е важно да знае, че хората обичат по свое желание, но се боят от принца си, затова той трябва да намери баланса между предизвикването на страх у хората и предизвикването на омраза.
| „ | В заключение ще кажа, че понеже хората обичат по своя воля, а се боят от волята на княза, мъдрият трябва да се обляга на онова, което е в ръцете му, като внимава най-вече да не си навлече омразата на народа си.“ | “ |

### Избягване на презрението и омразата
Макиавели отбелязва, че повечето хора са доволни, докато не им се отнеме имуществото и жената. Владетелят трябва да вдъхва респект със своето поведение, тъй като владетелят, който е високо уважаван от народа рядко се сблъсква с вътрешни противоречия. Освен това владетелят, който удовлетворява народа и не предизвиква презрение сред благородниците, няма защо да се страхува от конспирация.
| „ | Вече казах, че владетелят може да бъде намразен най-вече когато посяга върху имота и жените на поданиците си. Народът живее спокойно и е доволен от владетеля щом не му се отнема нито имота, нито честта. Той трябва да се бори само против стремежите на малцината амбициозни, с които лесно би могъл да се справи. | “ |

| „ | Владетелят предизвиква презрението на народа си, когато минава за непостоянен, лекомислен, изнежен, малодушен, нерешителен – слабости, от които трябва да се пази като от чума, като се стреми да проявява в постъпките си величие, дръзновение, сериозност и сила. Когато разрешава спорове, възникнали между гражданите, решенията, които взема, трябва да бъдат неотменими. Трябва да се държи на такава висота, че никому да не идва на ум дори да го мами или надхитрява. | “ |

| „ | Когато един княз е почитан от народа си, няма защо да се бои от съзаклятията и външните нападения.“ | “ |

### Придобиване на слава
Владетелят придобива слава с изпълнението на големи подвизи. Макиавели посочва испанския крал Фердинанд Арагонски като пример за скромен монарх, който се прославил с големи подвизи в името на вярата, печелил големи територии и осигурявал заетост на своите поданици, за да нямат възможност да се бунтуват. Що се отнася до две враждуващи държави, Макиавели твърди, че е по-добре да се избере една страна, отколкото неутралитет. След това той изброява следните причини:
- Ако съюзниците ти спечелят това отива в твоя полза, независимо дали си по-силен от тях, или не
- Ако си по-силен, тогава съюзниците стоят под твое командване, а ако те са по-силни, то винаги ще се чувстват донякъде задължени за оказаната помощ

- Ако твоята страна загуби, все още запазваш победения като свой съюзник

Макиавели отбелязва също, че е по-мъдро владетелят да не встъпва в съюз с по-голяма сила, освен ако не е принуден. Следователно най-важната добродетел е наличието на мъдрост, за да се прецени кои начинания са най-изгодни и след това да се пристъпи към смело ангажиране с тях.

### Благородници и прислуга
Изборът на качествени служители е непосредствено отражение на интелигентността на владетеля, т.е ако са лоялни, владетелят се смята за мъдър, но ако са изменчиви, то той подлежи на критика. Макиавели разграничава три вида интелигентност:
- Интелект, който преценява ситуациите сам – това е отлична интелигентност.
- Интелект, който разбира нещата, които другите могат да разберат – това е добре.
- Интелект, който нито е способен сам да разсъди и разбере, нито с чужда помощ – това е безполезно.

Ако владетелят не притежава първия тип интелигентност, той трябва да притежава поне втория. Според Макиавели владетелят трябва да може да прецени дали това, което някой казва или върши е добро, дори и самият той да не е компетентен в дадената област.

### Избягване на ухажори и ласкатели
Умният владетел трябва да се обгради с отбран кръг мъдри съветници, които постоянно да го съветват честно и правилно. Всички техни становища и мнения трябва да се вземат под внимание. В крайна сметка съветниците трябва да вземат решение и то да се изпълни. Ако владетелят си позволи да се колебае ще накърни репутацията си. Владетелят трябва да бъде достатъчно мъдър, за да различава добрия от лошия съвет. Макиавели дава отрицателен пример със светия римски император Максимилиан I (Свещена Римска империя). Максимилиан, който бил потайна личност, никога не се съветвал с други, а след като изложел своите планове и те станели обект на разногласия, той веднага ги променял.

### Съдба
Макиавели счита, че съдбата е съдия само на половината процедури и че хората притежават контрола върху другата половина. Той изразява високо мнение за Чезаре Борджия, който е изгубил силата си заради неочаквано заболяване. Макиавели сравнява съдбата с бурна река, която не може лесно да се контролира по време на наводнение. Въпреки това в мирните периоди, хората могат да издигат защитни диги, за да намалят щетите.
Според Макиавели съдбата удря там, където не се усеща съпротива, какъвто е случаят в Италия. Също така върховенството на владетеля трябва да бъде съобразено с времето, в което живее. В една спорна метафора Макиавели споменава, че за владетеля е по-добре да бъде жесток, отколкото предпазлив, защото съдбата е като жена и ако искаме да я потиснем е необходимо тя да бъде бита и оборвана. Това показва начинът, по който Макиавели възприема властта и неговата страст по нея. Владетелят трябва да следва стъпките на великите си предшественици, но само до известна степен, коригирайки някои аспекти от идеите им.